# The Valley (estadio)
El The Valley se encuentra en el distrito de Charlton del municipio de Greenwich en el Gran Londres, Inglaterra, Reino Unido. Es el campo en el que juega como local el Charlton Athletic Football Club de la Football League One, la tercera liga de fútbol más importante del país.
Actualmente, The Valley tiene una capacidad de 27 111 espectadores. La mayor asistencia que ha registrado en su historia fue en un encuentro de la FA Cup el 12 de febrero de 1938 frente al Aston Villa, al que asistieron 75 031 personas. Modern All Seated Attendance Record: 27 111 v Chelsea Premier League, September 17th, 2005.

## Historia
El Charlon Athletic ha jugado en este estadio desde 1919, exceptuando: un año en la temporada 1923-24 que lo hizo en Catford; y siete años entre 1985 y 1992 que lo hizo en el Selhurst Park, del Crystal Palace F.C., y el Upton Park, del West Ham United, debido al cierre del The Valley al no cumplir los requisitos exigidos por la Football League y no poder hacer frente con la inversión para su renovación. Finalmente se pudieron llevar a cabo las obras en 1991, y el Charlton Athletic pudo retornar a su casa al año siguiente.
- Datos: Q958319
- Multimedia: The Valley / Q958319